# Simulium fulvipes
Simulium fulvipes är en tvåvingeart som först beskrevs av Ono 1978.  Simulium fulvipes ingår i släktet Simulium och familjen knott. Inga underarter finns listade i Catalogue of Life.